# Leopoldo Fregoli
Leopoldo Fregoli (* 2. Juni 1867 in Rom; † 26. November 1936 in Viareggio) war ein italienischer Verwandlungskünstler.

## Leben
Zu Fregolis Künsten gehörten das schnelle Wechseln der Kleidung (Quick Change), das Verstellen seiner Stimme und das rasche Wechseln in andere Charaktere.
Im Alter von 14 Jahren wurde Fregoli zunächst Messdiener, nachdem er den Hauptschulabschluss nicht erreicht hatte. In der Kirche trug er Gedichte vor und spielte Theater.
Inspiriert zum Zaubern wurde Fregoli durch den Zauberkünstler Alexander Herrmann, dessen Vorstellung er besucht hatte.
1886 schloss er sich einer Theatergruppe an. Ein Jahr später musste er für drei Jahre zum Militärdienst. Hier entwickelte er seine erste eigene Nummer, mit der er 1889 Premiere feierte. Es war eine Zaubervorführung mit dem Titel Das Chamäleon, in der er fünf Figuren darstellte. Danach wurde er Berufskünstler.
Er sprach bei seinen Auftritten mit 50 verschiedenen Stimmen, bot Imitationen dar und spielte drei verschiedene Instrumente. 1896 führte ihn sein Weg durch Spanien, Süd- und Nordamerika. Auf dieser Reise entwickelte er "El Dorado", eine Vorstellung mit "komisch-lyrisch-dramatisch-musikalischen Stücken mit ca. 60 Verwandlungen". Er feierte erstmals mit diesem Stück große Erfolge, die sich auch in Europa fortsetzten.
Fregoli trat erfolgreich in Portugal, Frankreich, Deutschland, England und Russland auf.
1925 verkündete Fregoli seinen Rückzug von der Bühne.
Nach ihm benannt ist das Fregoli-Syndrom, eine Art der Paranoia, bei der die Erkrankten davon überzeugt sind, dass Bekannte entweder in die Körper von Fremden schlüpfen oder sich als solche verkleiden, oder z. B. ein Familienmitglied die Gestalt eines anderen angenommen hat.